# Září 2008
1. září – pondělí
 V Torontu zemřel česko-kanadský podnikatel Tomáš Baťa mladší.
 Mimořádný summit členských zemí EU rozhodl o pozastavení jednání o strategickém partnerství s Ruskem a vyzval ostatní státy k neuznání separatistických provincií Abcházie a Jižní Osetie.
2. září – úterý
 Oko hurikánu Gustav těsně minulo New Orleans a pohybuje se nad Louisianou. Zatím si jeho řádění vyžádalo minimálně osm obětí na životech.
3. září – středa
 Strana ukrajinského prezidenta Viktora Juščenka ohlásila úmysl opustit vládní koalici s blokem premiérky Julije Tymošenkové na protest proti schválení série zákonů, které usnadňují odvolání prezidenta a oslabují jeho pravomoci.
5. září – pátek
 Tropická bouře Hanna si na Haiti vyžádala 137 obětí na životech a přes Bahamy blíží se k pobřeží Spojených států. Nad Atlantikem se přitom již formují i další bouře a hurikány.
6. září – sobota
 Martin Bursík byl na mimořádném sjezdu znovuzvolen předsedou Strany zelených, prvním místopředsedou byl místo Dany Kuchtové zvolen Ondřej Liška.
7. září – neděle
 Na úder hurikánu Ike se připravuje Kuba, kterou by měl hurikán zasáhnout sílou 4. kategorie z pětistupňové Saffirovy–Simpsonovy stupnice.
 Německá sociálně-demokratická strana nominovala jako kandidáta na budoucího kancléře Franka-Waltera Steinmeiera, na funkci předsedy strany rezignoval Kurt Beck.
8. září – pondělí
 Švýcarská firma SPB Consortium žaluje český stát o 80 miliard korun, o které údajně přišla banka IPB tím, že ji stát měl diskriminovat při udělování veřejných podpor.
 Poslanec za ODS Jan Morava se vzdal poslaneckého mandátu v reakci na reportáž, podle které se snažil sbírat kompromitující materiály na politiky pro možné vydírání.
9. září – úterý
 Ludmila Brožová-Polednová, bývalá prokurátorka zinscenovaného procesu s Miladou Horákovou, byla za účast na justiční vraždě odsouzena na šest let do vězení.
 Ministr kultury Václav Jehlička (KDU-ČSL) odvolal ředitele Národní knihovny Vlastimila Ježka kvůli chystané stavbě nové budovy Národní knihovny dle návrhu architekta Jana Kaplického.
10. září – středa
 Nedaleko Ženevy byl do provozu uveden Velký hadronový urychlovač.
 Česká vláda schválila smlouvu SOFA o podmínkách pobytu americké armády na plánované vojenské základně v Brdech.
11. září – čtvrtek
  Eurotunel pod Lamanšským průlivem byl kompletně uzavřen poté, co v něm začal hořet převážený kamion s nákladem chemikálií. Asi 12 osob se nadýchalo zplodin hoření, ale všichni byli úspěšně evakuováni bezpečnostním tunelem.
12. září – pátek
 V Průmyslovém paláci na pražském výstavišti začala světová výstava poštovních známek Praga 2008, která představí i nejslavnější známku světa, Modrý mauricius.
 Ve Varšavě byl zahájen proces s generálem Wojciechem Jaruzelským a dalšími 7 komunistickými představiteli, kteří se měli dopustit řady trestných činů vyhlášením výjimečného stavu v prosinci 1981.
13. září – sobota
 Do Galvestonského zálivu na pobřeží Texasu dorazil hurikán Ike o síle druhého stupně. Smršť pustoší oblast zálivu a míří k městu Houston.
  Česká oštěpařka Barbora Špotáková na světovém atletickém finále ve Stuttgartu překonala světový rekord hodem dlouhým 72,28 metru.
14. září – neděle
 Při pádu letadla Boeing 737-500 ruské společnosti Aeroflot, které se zřítilo nedaleko města Perm na Uralu, zahynulo 88 lidí.
15. září – pondělí
 Čtvrtá největší americká investiční banka Lehman Brothers oznámila, že zažádá o bankrotovou ochranu před věřiteli.
 Prezident Zimbabwe Robert Mugabe podepsal v Harare s opozičním vůdcem Morganem Tsvangiraiem a šéfem odštěpenecké skupiny poslanců Arthurem Mutambarou dohodu o rozdělení vládní moci, která ukončila dlouhodobou politickou krizi v zemi.
16. září – úterý
 Hrozivě pokračuje pád amerického akciového trhu, když během jediného dne propadl index Dow Jones o 504,48 bodu na 10 917,51 bodu. Analytici hovoří o stoleté krizi srovnatelnou s velkou hospodářskou krizí z třicátých let 20. století.
17. září – středa
  V jemenském hlavním městě San'á zahynulo šestnáct lidí a dvě desítky lidí byly zraněny při teroristickém útoku na ambasádu USA, ke kterému se přihlásila organizace Islámský džihád.
19. září – pátek
  Česká ministryně obrany Vlasta Parkanová a její americký protějšek Robert Gates podepsali v Londýně smlouvu SOFA o umístění amerických vojáků, kteří mají sloužit na americké radarové základně v ČR.
20. září – sobota
 Kanadský premiér Stephen Harper oznámil, že Kanada posílí obranu svých arktických teritorií, mimo jiné vybudováním dvou nových vojenských základen. Odůvodnil to stupňujícími se nároky Ruska v této oblasti a akcemi ruského letectva „testujícími kanadský vzdušný prostor“.
 V pákistánské metropoli Islámábádu explodovala bomba nastražená v autě před hotelem Marriott. První odhady hovoří o 40 mrtvých, ale předpokládá se, že jejich skutečný počet bude vyšší.
21. září – neděle
 Pákistánská policie oznámila, že v troskách po pumovém útoku v Islámábádu našla tělo českého velvyslance Iva Žďárka a dalších 52 obětí. Zraněno bylo podle dosavadní bilance 271 lidí.
 Jihoafrický prezident Thabo Mbeki rezignoval na svůj úřad a předal rezignační dopis předsedkyni dolní komory parlamentu.
 Izraelský premiér Ehud Olmert oznámil svou rezignaci.
22. září – pondělí
 Ve Slovinsku po sečtení většiny hlasů z nedělních parlamentních voleb vede těsně doposud opoziční Sociální demokracie (SD) nad Slovinskou demokratickou stranou (SDS) stávajícího premiéra Janeze Janši.
 Po požití kontaminovaného mléka v Číně má zdravotní potíže asi 53 tisíc dětí, téměř 13 tisíc jich bylo hospitalizováno a 4 zemřely. Zdravotní problémy způsobil melamin, který byl do mléka přidáván, aby zakryl malý obsah bílkovin v důsledků ředění mléka vodou.
  Tomáš Etzler získal jako první český novinář Cenu Emmy, a to za aplikaci satelitních přenosů pomocí technologie BGAN, která umožňuje mobilní živé vstupy bez přenosových vozů.
23. září – úterý
 V západofinském městě Kauhajoki student ve škole zabil deset lidí, další člověk je těžce zraněný. Někteří z nich zřejmě zahynuli kvůli založenému požáru. Následný pokus o sebevraždu střelec přežil, ale zemřel po převozu do nemocnice v Tampere.
24. září – středa
 Severní Korea započala práce na obnově svého jaderného programu. V areálu Jongbjonu byly odstraněny zbylé pečetě i monitorovací kamery a inspektoři MAAE nemají od nynějška do jaderného komplexu přístup.
 První komerční elektrárna poháněná mořskými vlnami zahájila činnosti pět kilometrů od portugalského pobřeží.
25. září – čtvrtek
 Odstartovala v pořadí třetí čínská kosmická loď s lidskou posádkou. Na palubě vesmírné lodi Šen čou VII, kterou vynesla raketa Dlouhý pochod 2F jsou poprvé tři kosmonauti, jeden z nichž by měl vystoupit do volného prostoru.
 Americký regulátor bankovního trhu uzavřel největší spořitelnu Washington Mutual, což je považováno za největší krach v historii bankovnictví Spojených států amerických.
26. září – pátek
 Na rakovinu zemřel ve věku 83 let americký herec a režisér Paul Newman.
  Somálští piráti unesli ruskou loď převážející 33 tanků T-72 a „nezanedbatelné množství munice“ do Keni. Později oznámili, že za propuštění ruských námořníků a navrácení tanků požadují výkupné ve výši 35 milionů dolarů. Rusko vyslalo do somálských vod válečnou loď Něustrašimyj, aby dalším podobným útokům zabránila.
27. září – sobota
 V Turkmenistánu byla schválena nová ústava, která ruší systém jedné strany a povoluje volnou soutěž politických stran.
28. září – neděle
 Raketa Falcon 1 soukromé společnosti SpaceX dosáhla jako první soukromá raketa na kapalný pohon vesmíru.
 Ve věku 97 let zemřel český spisovatel Adolf Branald.
 Podle prvních odhadů předčasné parlamentní volby v Rakousku vyhrála sociální demokracie před lidovci, výrazně posílily populistické strany FPÖ a BZÖ.
 Parlamentní volby v Bavorsku skončily vítězstvím CSU, která získala 43,4 % hlasů. Strana to ovšem vnímá jako velký neúspěch, neboť tímto výsledkem ztratila 46 let trvající většinu v Bavorském zemském sněmu. Ze 187 poslanců jich bude mít "pouze" 92. Do parlamentu se dále dostali sociální demokraté (18,6 %; 39 křesel), Svobodní voliči (10,2 %; 21 křesel), Aliance 90/Zelení (9,4 %; 19 křesel) a Svobodní (8 %; 16 křesel)
 Etiopský běžec Haile Gebrselassie zaběhl berlínský maraton za dvě hodiny tři minuty a 58 sekund, čímž ustanovil nový světový rekord.
29. září – pondělí
   Banka Fortis získá od vlád Belgie, Nizozemska a Lucemburska finanční injekci ve výší 11,2 miliardy eur , která má pomoci odvrátit hrozbu platební neschopnosti. Každá ze zemí získá podíl 49 % ve příslušné národní divizi.
 Vláda Islandu se rozhodla převzít kontrolu nad třetí největší bankou v zemi – Glitnir. Vláda koupí 75 % akcií za 600 milionů eur.
 Sklárny podniku Sklo Bohemia ve Světlé nad Sázavou končí výrobu a propouštějí všech 1250 zaměstnanců. Výrobce olovnatého křišťálu ze skupiny Bohemia Crystalex Trading (BCT) se díky poklesu odbytu ve světě dostal do ekonomických potíží již počátkem roku.
30. září – úterý
 Přes sto lidí zahynulo v indickém městě Džódhpur při náboženském svátku Navratra. V davu vznikla panika po zřícení zdi podél cesty k chrámu bohyně Čamundy v pevnosti Mehrangarh.
  Bývalý český prezident Václav Havel obdržel cenu Point Alpha za zásluhy o jednotu Německa a Evropy v míru a svobodě, kterou uděluje Kuratorium Německé jednoty.
 Poté, co včera Sněmovna reprezentantů neschválila plán prezidenta Bushe na pomoc americkému finančnímu sektoru, došlo k dalšímu propadu amerického akciového trhu a index Dow Jones propadl o rekordních 778 bodů, tedy o 6,98 %.